# Scarabaeus platynotus
Scarabaeus platynotus är en skalbaggsart som beskrevs av Bates 1888. Scarabaeus platynotus ingår i släktet Scarabaeus och familjen bladhorningar. Inga underarter finns listade i Catalogue of Life.